# Пинтилие, Лучиан
Лучиан Пинтилие (рум. Lucian Pintilie; 9 ноября 1933, Тарутино, Бессарабия — 16 мая 2018, Бухарест, Румыния) — румынский режиссёр театра и кино, писатель, актёр.

## Биография и творчество
Учился в Бухарестском институте театра и кино. Его фильм «Восстановление» (1968) вызвал скандал, был запрещён, режиссёру пришлось уехать во Францию. C 1972 Пинтилие поставил в театрах Парижа пьесы Гоцци, Чехова, Ибсена, Пиранделло, Стриндберга, Горького, Ионеско, Фриша, оперы Верди, Бизе и др. В 1990 Пинтилие вернулся в Румынию. Опубликовал автобиографию «Старьё» (2003), ряд произведений в румынском литературном Интернете ( Архивная копия от 8 марта 2022 на Wayback Machine).
Два его художественных фильма демонстрировались в основной конкурсной программе Каннского кинофестиваля: «Незабываемое лето» (1994) и «Слишком поздно» (1996).

## Фильмография
- Duminică la ora şase/ Воскресенье, шесть часов (1965)
- Reconstituirea/Восстановление (1968)
- Палата № 6, (1978, по Чехову)
- De ce trag clopotele, Mitica?/ Из-за чего столько шума, Митика? (1982, по пьесам Караджале)
- Balanţa/ Дуб (1992)
- O vară de neuitat/Незабываемое лето (1994)
- Prea tarziu/ Слишком поздно (1996)
- Terminus Paradis/ Конечная остановка — рай (1998, специальный приз жюри Венецианского кинофестиваля, премия Румынского Союза кинематографистов),
- După-amiaza unui torţionar/ Послеполуденный отдых палача (2001),
- Niki Ardelean, colonel în rezervă/ во французском прокате — «Ники и Фло» (2003)
- Tertium non datur/ Третьего не дано (2006, короткометражный)

## Литературные публикации
- 4 scenarii literare. Bucureşti: Editura Albatross, 1992
- Bricabrac. București : Humanitas, 2003